# Київський обласний центр олімпійської підготовки
Комунальний заклад Київської обласної ради «Київський обласний центр олімпійської підготовки» (КЗ КОР «КОЦОП») — комунальний заклад центр олімпійської підготовки фізичної культури та спорту в смт Терезине, Білоцерківський район, Київська область. 
У центрі олімпійської підготовки культивують такі види спорту: біатлон, важка атлетика, стрільба з лука, веслування на байдарках і каное, легка атлетика, велоспорт, вільна боротьба, греко-римська боротьба, стендова стрільба.
Центр олімпійської підготовки забезпечує підготовку спортсменів національних збірних команд України з олімпійських видів спорту шляхом проведення постійно діючих навчально-тренувальних зборів на спортивних спорудах, де створені умови для проживання, харчування спортсменів, належного медичного та наукового забезпечення їх підготовки, та участь спортсменів у відповідних змаганнях. До складу центру зараховуються спортсмени-громадяни України, які протягом останніх двох років посідали не нижче: 1-8 місця на Олімпійських іграх, чемпіонатах світу своєї вікової групи, у фіналах кубків світу; 1-6 місця на чемпіонатах Європи своєї вікової групи; 1-6 місця на чемпіонатах України серед різних вікових груп.
На території КОЦОП у смт Терезин розташований гуртожиток, який розрахований на проживання 30 вихованців. У Центрі олімпійської підготовки, станом на 2018 рік, тренуються 50 спортсменів.

## Відомі спортсмени
- Мар'ян Закальницький[1]
- Дмитро Кіяшок
- Марія Панфілова
- Олександр Грушин
- Надія Бєлкіна
- Ігор Олефіренко